# 滋賀県道37号中山東上坂線

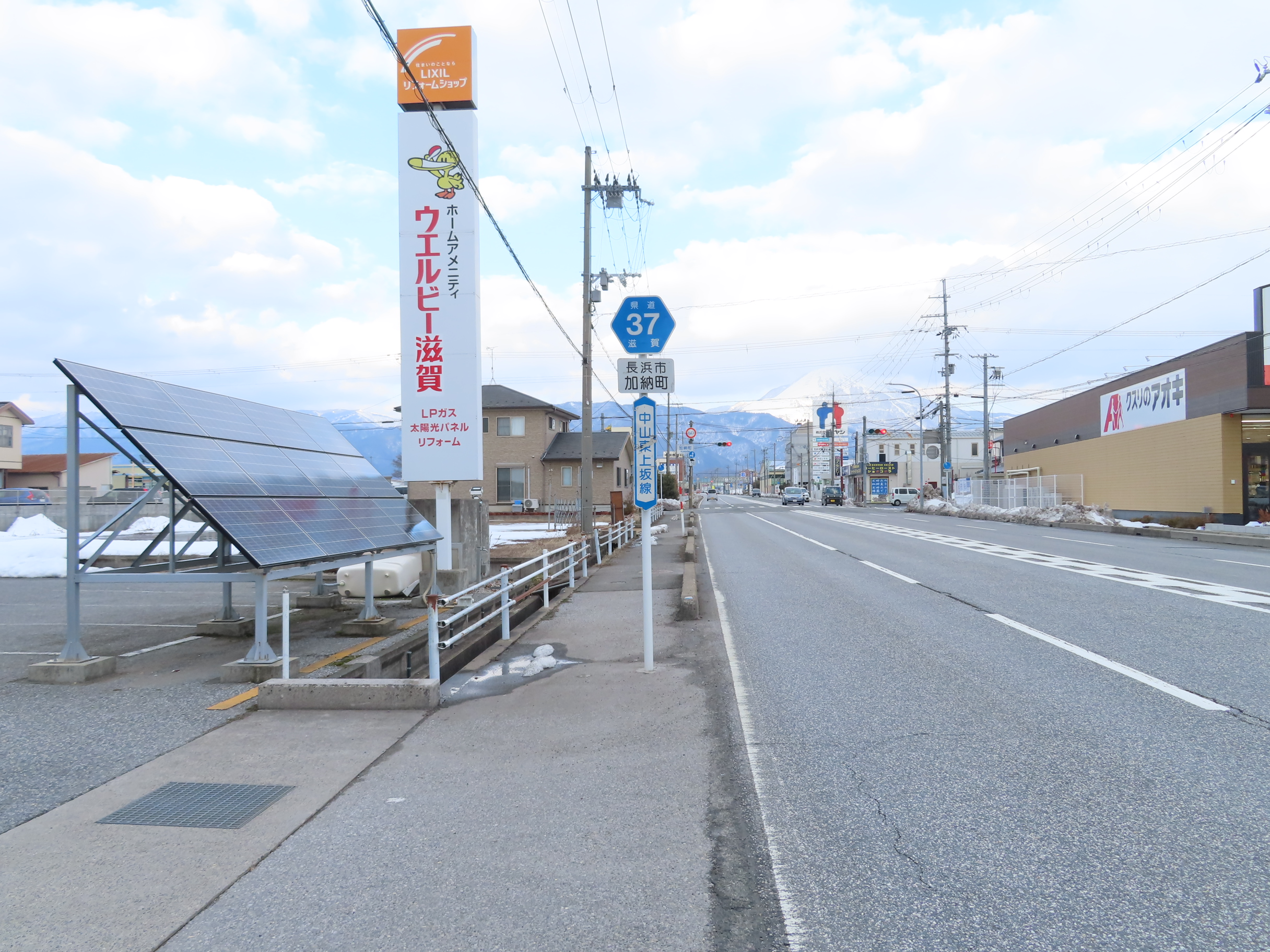
長浜市加納町（2022年2月）

滋賀県道37号中山東上坂線（しがけんどう37ごう なかやまひがしこうざかせん）とは、滋賀県長浜市を通る県道（主要地方道）である。

## 概要

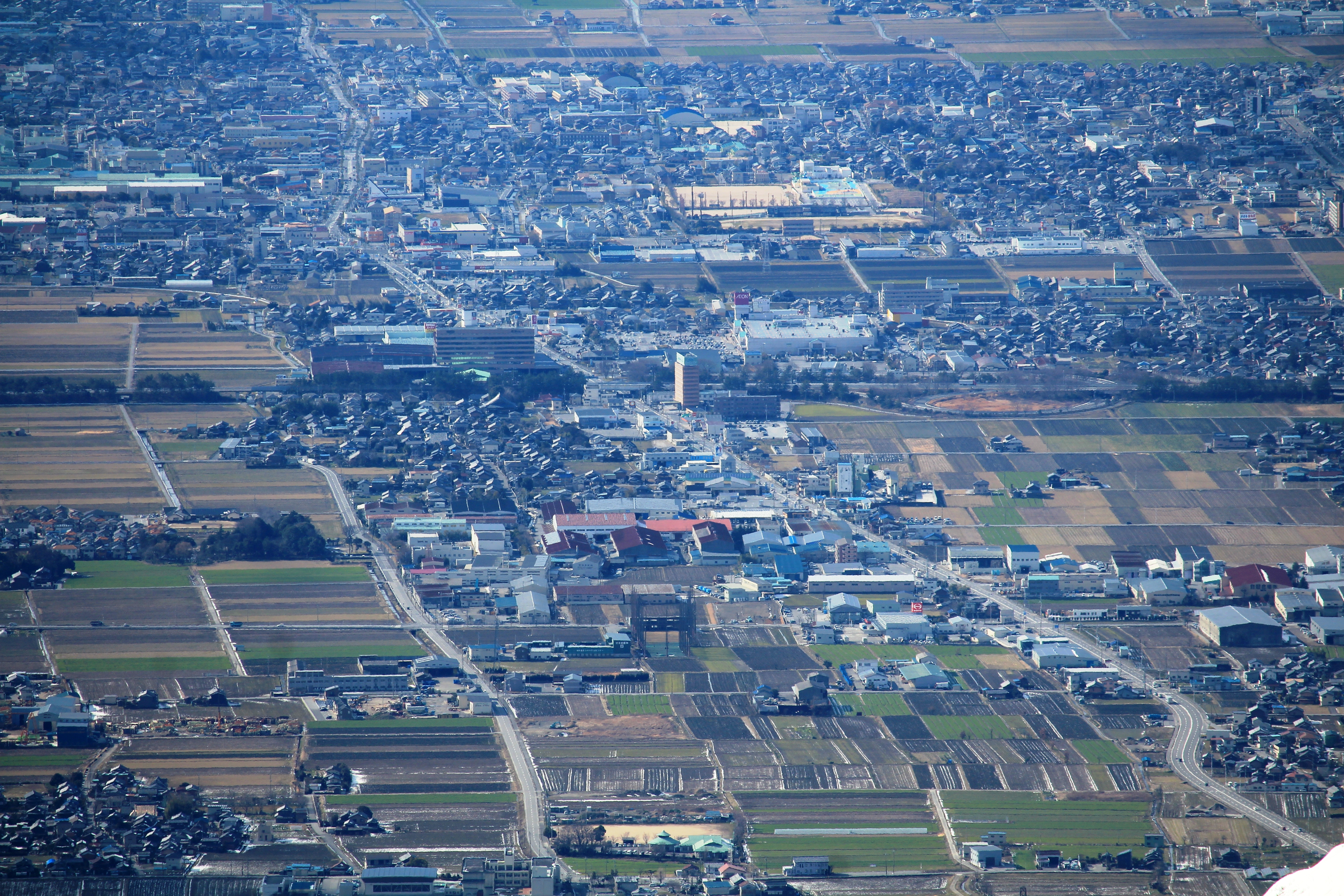
東側の伊吹山から望む滋賀県道37号中山東上坂線、中央付近に長浜インターチェンジ

37号の一部はかつて東海道本線の一部として長浜と関ヶ原を結ぶ鉄道が走っていた場所であり、鉄道の廃止後しばらくは乗合馬車が運行する道として使用されていたことから、馬車道という通称がある。
長浜市街・国道8号から北陸道の長浜ICを経由して国道365号までを結び、川崎町交点から終点・国道東上坂交点にかけて片側2車線で整備されている。
長浜警察署前の信号が無い交差点から中山町交点へと旧道が分岐する。
1983年（昭和58年）の認定以前は滋賀県道264号高山長浜線の一部であった。この路線が認定されたと同時に滋賀県道264号も縮小されている。

### 路線データ
- 起点：滋賀県長浜市八幡中山町（八幡中山町交差点、滋賀県道556号長浜近江線交点）
- 終点：滋賀県長浜市（国道東上坂交差点、国道365号交点）
- 認定日: 1983年（昭和58年）3月4日
- 路線延長: 6.7 km

## 歴史
- 1980年（昭和55年） 5月26日 - 長浜IC開通に伴い、長浜市加納町から川崎町までの区間の拡幅が完了する[2]。
- 1993年（平成5年）5月11日 - 建設省から、県道中山東上坂線が中山東上坂線として主要地方道に指定される[3]。

## 重複区間
- 滋賀県道510号伊部近江線（長浜市山階町・山階町交差点 - 山階町東交差点）

## 地理

### 通過する自治体
- 長浜市

### 交差する道路
- 滋賀県道251号祇園八幡中山線・滋賀県道556号長浜近江線（長浜市八幡中山町・八幡中山町交差点、起点）
- 市役所東あじさい通り
- 馬車道
- 国道8号 長浜バイパス（長浜市川崎町・川崎町交差点）
- 滋賀県道510号伊部近江線（長浜市山階町・山階町交差点）
- 滋賀県道510号伊部近江線（長浜市山階町・山階町東交差点）
- 北陸自動車道 長浜IC
- 北縦コスモス通り
- 滋賀県道243号東上坂近江線 バイパス（長浜市西上坂町・千草口交差点）
- 滋賀県道243号東上坂近江線 旧道（長浜市東上坂町・東上坂町交差点）
- 滋賀県道243号東上坂近江線 バイパス（長浜市東上坂町・東上坂町東交差点）
- 国道365号（長浜市東上坂町・国道東上坂交差点、終点）

### 沿線にある施設など
- サンミュージック （本屋）
- 三菱ケミカル長浜事業所
- 長浜警察署
- ヤマダ電機
- イオン長浜ショッピングセンター
- 長浜東上坂郵便局
- 茶臼山古墳・山の鼻古墳・龍ヶ鼻古墳